# Allen Garfield
Allen Garfield, nato Allen Goorwitz (Newark, 22 novembre 1939 – Los Angeles, 7 aprile 2020), è stato un attore statunitense.

## Biografia
Garfield iniziò la sua carriera verso la fine degli anni sessanta e divenne principalmente noto per aver recitato nel film Prima pagina (1974), con Walter Matthau e Jack Lemmon. Si ritirò nel 2002 e morì il 7 aprile 2020, all'età di 80 anni, a causa del COVID-19.

## Filmografia parziale

### Cinema
- Ciao America! (Greetings), regia di Brian De Palma (1968)
- Putney Swope, regia di Robert Downey Sr. (1969)
- Hi, Mom!, regia di Brian De Palma (1970)
- Il gufo e la gattina (The Owl and the Pussycat), regia di Herbert Ross (1970)
- Taking Off, regia di Miloš Forman (1971)
- You've Got to Walk It Like You Talk It or You'll Lose That Beat, regia di Peter Locke (1971)
- Il dittatore dello stato libero di Bananas (Bananas), regia di Woody Allen (1971)
- Il PornOcchio (Cry Uncle), regia di John G. Avildsen (1971)
- L'organizzazione sfida l'ispettore Tibbs (The Organization), regia di Don Medford (1971)
- Impara a conoscere il tuo coniglio (Get to Know Your Rabbit), regia di Brian De Palma (1972)
- Il candidato (The Candidate), regia di Michael Ritchie (1972)
- L'inseguito (Slither), regia di Howard Zieff (1973)
- Mani sporche sulla città (Busting), regia di Peter Hyams (1974)
- La conversazione (The Conversation), regia di Francis Ford Coppola (1974)
- Prima pagina (The Front Page), regia di Billy Wilder (1974)
- Nashville, regia di Robert Altman (1975)
- Pollice da scasso (The Brink's Job), regia di William Friedkin (1978)
- Professione pericolo (The Stunt Man), regia di Richard Rush (1980)
- Un sogno lungo un giorno (One from the Heart), regia di Francis Ford Coppola (1981)
- Chiamami aquila (Continental Divide), regia di Michael Apted (1981)
- Lo stato delle cose (Der Stand der Dinge), regia di Wim Wenders (1982)
- Il ritorno di Black Stallion (The Black Stallion Returns), regia di Robert Dalva (1983)
- Vertenza inconciliabile (Irreconcilable Differences), regia di Charles Shyer (1984)
- Teachers, regia di Arthur Hiller (1984)
- Cotton Club (The Cotton Club), regia di Francis Ford Coppola (1984)
- Beverly Hills Cop II - Un piedipiatti a Beverly Hills II (Beverly Hills Cop II), regia di Tony Scott (1987)
- Testimone poco attendibile (Night Visitor), regia di Rupert Hitzig (1989)
- Dick Tracy, regia di Warren Beatty (1990)
- Fino alla fine del mondo (Bis ans Ende der Welt), regia di Wim Wenders (1991)
- Miracolo a Santa Monica (Miracle Beach), regia di Skott Snider (1992)
- Diabolique, regia di Jeremiah S. Chechik (1996)
- La nona porta (The Ninth Gate), regia di Roman Polański (1999)
- The Majestic, regia di Frank Darabont (2001)

### Televisione
- Giovani avvocati (The Young Lawyers) – serie TV, episodio 1x22 (1971)
- Bonanza - serie TV, episodio 13x10 (1971)
- Un salto nel buio (Tales from the Darkside) - serie TV, episodio 4x12 (1988)
- West Wing - Tutti gli uomini del Presidente (The West Wing) - serie TV, episodio 2x02 (2001)

## Doppiatori italiani
Nelle versioni in italiano delle opere in cui ha recitato, Allen Garfield è stato doppiato da:
- Franco Zucca in Testimone poco attendibile, Law & Order - I due volti della giustizia
- Manlio De Angelis in Il gufo e la gattina, Chiamami aquila
- Paolo Lombardi in Il candidato, The Majestic
- Sergio Fiorentini in Ciao America!, Hi, Mom!
- Gino La Monica in Teachers
- Carlo Romano in Mani sporche sulla città
- Guido Cerniglia in Cotton Club
- Romano Ghini in Beverly Hills Cop II - Un piedipiatti a Beverly Hills II
- Gianfranco Bellini in Dick Tracy
- Francesco Pannofino in Hi, Mom! (ridoppiaggio)